# Northern Kings
Northern Kings est un groupe de power metal symphonique composé de 4 chanteurs finlandais de metal connus qui reprennent des titres des années 1980.
Leur premier single We don't need another hero (version originale par Tina Turner) est sorti en 2007, puis fut suivi par leur premier album Reborn. Fin 2007, ils sortirent leur deuxième album Rethroned, mené par le single Kiss from a Rose (version originale par Seal). Lapponia est le nom de leur single de 2010. Ils planifieraient de sortir un troisième album, contenant cette fois des morceaux originaux.

## Membres
- Jarkko Ahola (chanteur et bassiste de Teräsbetoni)
- Marco Hietala (chanteur de Tarot, ex bassiste et second chanteur de Nightwish)
- Tony Kakko (chanteur de Sonata Arctica)
- Juha-Pekka "JP" Leppäluoto (chanteur de Charon)

## Discographie

### Album
- Reborn (2007)
- Rethroned (2008)

### Singles
- "We Don't Need Another Hero" (2007)
- "Reborn" (2007)
- "Hello" (2007)
- "Kiss from a Rose" (Single) - 2008
- "Rethroned" (2008)
- "Lapponia" (2010)